# Naturschule Panevėžys

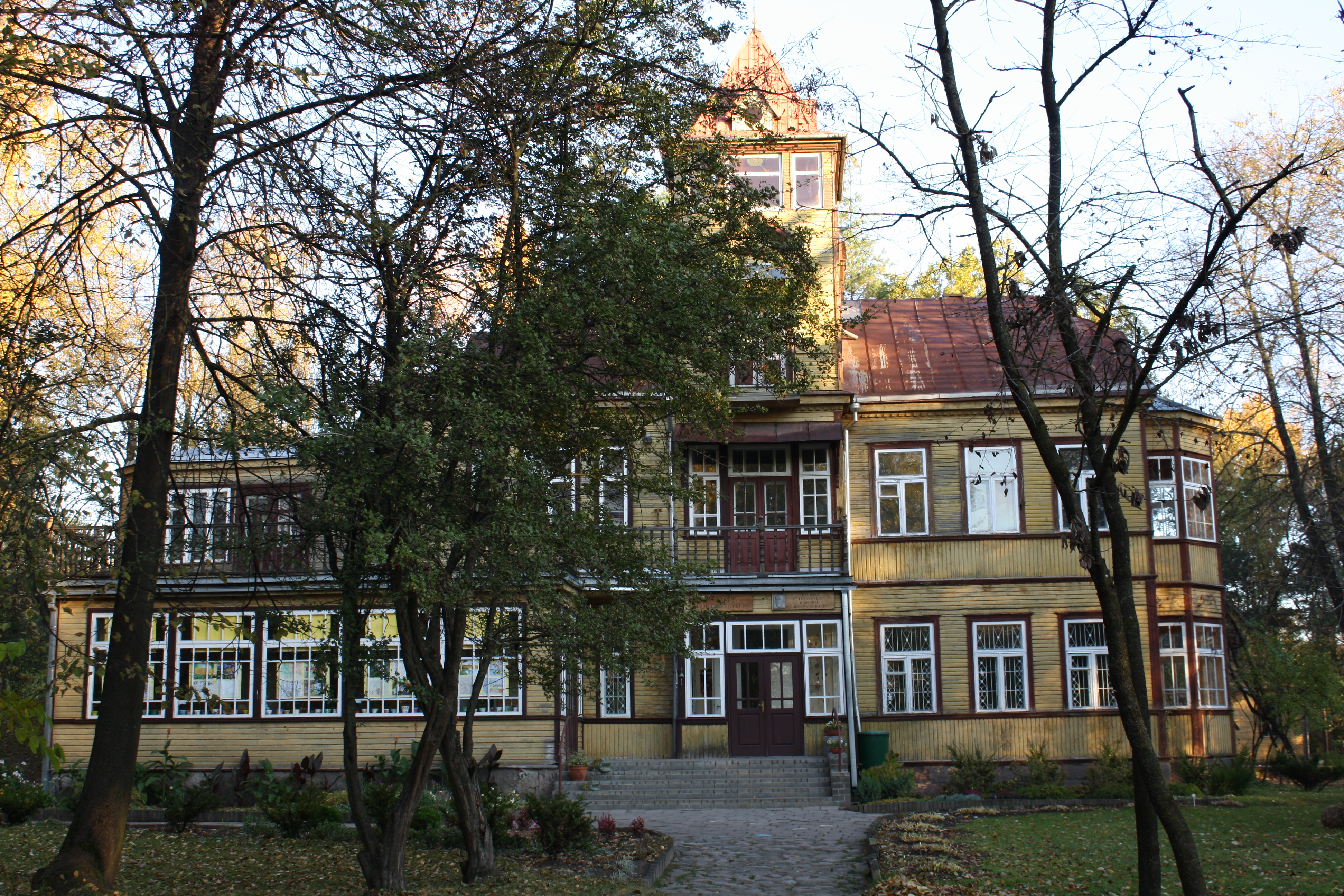
Naturschule Panevėžys

Die Naturschule Panevėžys (lit. Panevėžio gamtos mokykla) ist eine naturwissenschaftliche Schule in Panevėžys in Litauen. Seit 2009 nimmt sie am Programm der Naturschutzschulen der Stiftung für Umwelterziehung (FEE) teil.
Das Gebäude der Schule ist laut Untersuchungen der Hauskonstruktion (aufgrund des Berichts der Experten von AB „Vilniaus komprojektas“, 1997) das einzige litauische hölzerne zweistöckige Gebäude mit Mansarde und einem Turm. 2008 wurde es zur Liste der Kulturgüter des unbeweglichen Kulturerbes hinzugefügt.

## Geschichte
1925 bekam Česlovas Petraškevičius, Inhaber der damaligen Siedlung, die Erlaubnis, das Hauptgebäude der Siedlung zu bauen. In den Inventorisationsdokumenten von 1957 ist das Baujahr 1934 erwähnt. Nach dieser Dokumentation wurden andere Bauwerke der Siedlung von 1935 bis 1938 erbaut, darunter das bis heute erhaltene Eislager.
Während des Zweiten Weltkriegs waren hier deutsche Soldaten einquartiert. Die Familie von Česlovas Petraškevičius emigrierte nach Deutschland und später in die USA. Im Gebäude gab es das Mädchengymnasium Panevėžys und ein Militärkrankenhaus. Nach der Nationalisierung gab es hier eine Jungenkolonie, ein Kinderheim und Fortbildungsanstalten. 1966 gründete man die Station der jungen Naturwissenschaftler von Panevėžys. Ab 1991 gab es hier das Zentrum der jungen Naturwissenschaftler von Panevėžys. Seit 2005 ist es eine Schule (Panevėžio gamtos mokykla).